# Toni Junyent
Toni Junyent Rosa (Igualada, Barcelona, 19 de diciembre de 1983) es un crítico de cine, guionista, escritor y actor español.

## Biografía
Licenciado en Periodismo en la Universidad Autónoma de Barcelona, ha escrito artículos para La paz mundial, Contrapicado, Miradas de Cine, Transit, H Magazine, Vice, SO Film o el periódico del Festival de Cinema de Sitges. Fue jurado joven del Festival de Cinema de Sitges de 2007, jurado del Premio de la Crítica del D’A 2014 y jurado FIPRESCI de la 45.ª edición del Festival Internacional de Cine de Róterdam.
En 2012 escribió y dirigió su primer cortometraje Experiencias sexuales divertidas, interpretado por los dibujantes Alexis Nolla y Marc Torices, e incluido en el largometraje colectivo Barcelonorra. Junto al escritor Pablo Vázquez, ha sido coguionista de la película de 2015 Amor tóxico, dirigida por Norberto Ramos del Val.
En 2016 publicó el fanzine Aventurarse con ilustraciones de Alexis Nolla, Conxita Herrero, Néstor F. y Marc Torices. En 2018 publicó Caracoles de escalera, fanzine autobiográfico en el que habla sobre la película Céline y Julie van en barco de Jacques Rivette. En 2021 publicó La Quimera del Tahini y otros poemas, un poemario ilustrado por Joan Casaramona y editado por Llamp Edicions.
Como actor ha participado en varias películas de cine underground. Es el protagonista de El hijo del hombre perseguido por un Ovni, secuela de la película de 1976 dirigida por Juan Carlos Olaria. En 2021 interpreta al personaje Lucio en la película Volpina de Pere Koniec. El nombre del personaje es un homenaje a Lucio Fulci, director de cine de terror de bajo presupuesto.

## Filmografía

### Guionista
- Un chico raro (2009) Dir: Javi Camino
- Experiencias sexuales divertidas (2012) Dir: Toni Junyent
- Amor tóxico (2015) Dir: Norberto Ramos del Val

### Director
- Experiencias sexuales divertidas (2012) (cortometraje)

### Actor
- Naturaleza muerta (2005) Dir:  Rob García
- Maternofobia (2005) Dir:  Rob García
- ¡Maldito bastardo! (2008) Dir: Javi Camino
- Un chico raro (2009) Dir: Javi Camino
- Experiencias sexuales divertidas (2012) Dir: Toni Junyent
- La memoria histórica (2012) Dir: Hernán Migoya
- Desierto en tu mente (2017) Dir:  Marta Grimalt
- Abduction Scars (2018) Dir: Jorge Núñez De La Visitación
- El hijo del hombre perseguido por un Ovni (2020) Dir: Juan Carlos Olaria
- Volpina (2021) Dir: Pere Koniec